# Governatorato del Sinai del Sud
Il governatorato del Sinai del Sud (arabo:  محافظة جنوب سيناء, Muḥāfaẓat Ǧanūb Sīnā) è un governatorato dell'Egitto che occupa la parte meridionale della penisola del Sinai, nella parte asiatica dell'Egitto. Il capoluogo è El-Tor.

## Geografia
Nel territorio del governatorato si trova la montagna più alta dell'Egitto, il Monte Caterina e l'omonimo monastero cristiano.

### Suddivisione amministrativa
Le principali città sono:
- El-Tor
- Dahab
- Sharm el-Sheikh
- Taba
- Nuweiba